# الفريق عصمان
الفريق عصمان ولد في 1810 في كاندية (اليونان) وتوفي في 1879 في المنستير (تونس)، هو عسكري تونسي، شارك في قيادة الفيلق العسكري التونسي المشارك في حرب القرم.

## السيرة الذاتية
في 1824 أصبح مملوكا للملك لحسين باي الثاني. بعد ذلك، أصبح من أكثر المقربين لأحمد باي الأول ومحمد باي ومحمد الصادق باي. كان عضوا في المجلس الخاص والمجلس الأكبر، ورئيسا للمجلس العادي. في 1847، أعاد استغلال مصيد التونة في مدينة المنستير. 

بين 1854 و1856، اشتهر الفريق عصمان بقيادته للفيلق العسكري التونسي المشارك في حرب القرم، وذلك بالتناوب مع الجنرال رشيد والجنرال محمد الشاوش. في 1864، قاد رتلا عسكريا أثناء ثورة علي بن غذاهم. بين 1865 و1879، كان على التوالي قائد الحاميات العسكرية (أمير عساكر) بكل من سوسة والمنستير وصفاقس وقابس وجربة. في هذه الفترة، كانت المملكة التونسية مقسمة عسكريا إلى فرقتين: فرقة الشمال وفرقة الجنوب، عصمان كان فريق فرقة الجنوب (أي رتبة الفريق).

## الحياة الخاصة والإرث
شيد الفريق عصمان قصرا كبيرا في المنستير وآخر صغيرا قربه في ضاحية سقانص. توفي في المنستير في 1879، وقبره يوجد في زاوية سيدي عبد السلام الأحمر، في حي المقبرة. قام بإهداء كتبه إلى المكتبة الأحمدية بجامع الزيتونة المعمور. 

تزوج بن عصمان وأنجب 13 طفلا، العديد منهم خدموا المخزن خاصة بين منتصف القرن التاسع عشر وبداية القرن العشرين. من بين أبنائه: أحمد بن عصمان (رسام) ومصطفى بن عصمان (القائد).

## في الثقافة
- 2018: تاج الحاضرة لسامي الفهري، لعب دوره نجيب بلقاضي.

## مقالات ذات صلة
- جيش الباي التونسي